# Szövegszerkesztés
A szövegszerkesztés az a folyamat, amelynek során egy szöveg tartalmát, illetve megjelenési formáját módosítjuk. A folyamat egy része automatizálható, mert gépi utasításokkal leírható. A szövegszerkesztő vagy dokumentumszerkesztő program ezt elektronikus számítógép felhasználásával végzi. A számítógépes szövegszerkesztők lehetővé teszik szöveg bevitelét, rögzítését, betöltését, szerkezeti tagolásának kialakítását. Segítik a szerkesztendő szövegben való navigálást, keresést, cserét. Általában támogatják képek és egyéb objektumok szövegbe illesztését, illetve rajzok, táblázatok elkészítését is.

## A szerkesztőprogramok kezelőfelülete
A szövegszerkesztő vagy dokumentumszerkesztő program indítása után a monitoron a program képernyője lesz látható, mely alapvetően három területre oszlik: 
- A Menüsor a program kezelésére vonatkozó információkat jeleníti meg menük formájában. A menü a programmal végezhető műveletek választéklistája, mely többnyire parancsokat tartalmaz. Ezeket a menüket kilistázhatjuk, és választhatunk az egyes menüpontok, a parancsok között. Sok funkcióval rendelkező program esetén a menüt több, külön lehívható szakaszokra, almenükre bontják a program készítői. Egyes menüpontok nem végeznek műveleteket a szövegen, hanem – mint egy kapcsolóval – a program működésének valamely tulajdonsága állítható be velük. Vannak olyan menüpontok is, amelyek aktivizálásuk után egy újabb ablakot nyitnak a képernyőn, amelyben be kell állítanunk bizonyos, a parancs működéséhez szükséges paramétereket, jellemzőket. Ezt az ablakot párbeszéd ablaknak nevezzük. Ezekben szöveges vagy numerikus adatokat, és bizonyos állapotokat jelző és beállító kapcsolókat találunk, melyeknek módosíthatjuk értékét, állapotát. A párbeszéd ablakból kétféle módon léphetünk ki: A beállításokat az „OK” gombbal hagyhatjuk jóvá. A Cancel (Mégsem) gomb választása esetén nem hajtódnak végre a beállítások.
- Szerkesztési terület, amely a képernyőnek azon – nagyobbik – része, amelyre a szöveget gépelhetjük, betölthetjük, átalakíthatjuk, azaz ahol dolgozhatunk a szövegen.
- Állapotsor, ahol a kurzor állapotával és a szerkesztendő szöveggel kapcsolatos egyéb információkat találunk.

## Szövegbevitel
A számítógép memóriájába szerkesztőprogram segítségével bevisszük a szöveget, amit a képernyőn rögtön láthatunk. Később a feldolgozás és szerkesztés során a kívánt formára hozhatjuk, menthetjük és kinyomtathatjuk.
A szöveg bevitele többféle módon történhet:
- Begépeljük a szöveget billentyűzettel
- Egy régebben bevitt szöveget töltünk be háttértárról szerkesztésre
- A szöveget papírról, lapolvasó (szkenner) segítségével visszük be
- A szöveget elektronikus formában, számítógép-hálózaton keresztül kapjuk

A két utóbbi esetben a szöveg először háttértárra kerül, majd onnan töltődik be a programba.
A szövegbevitelhez tartozik a kész szöveg javítása, átírása is.
Különféle nyelvek nem latin betűs írása esetén eltérő betűkészletet vagy beviteli módot kell használnunk.

### Szövegegységek
- Karakter

Betűk, számjegyek, írásjelek, a szóköz, grafikai és vezérlőjelek számítanak karakternek a szövegszerkesztő programok szempontjából. Vezérlőjel többek között a tabulátor, sor vége és a lapdobás karakter is. Általában beállítható, hogy a képernyőn minden karakter látszódjon, nyomtatásban azonban a vezérlőjelek nem jelennek meg. 
- Szó

Két szóköz közötti karakterekből áll. A szövegszerkesztő program szempontjából lényegtelen, hogy számunkra jelentéssel bír-e.
- Sor

Karakterekből álló szövegelem, melyet a margók határolnak. A margók határozzák meg a sor maximális hosszát. 
- Mondat

Olyan szövegegység, amellyel valamit kijelentünk, kérdezünk vagy kívánunk.
- Bekezdés

A szöveg egy gondolatcsoportjának a többitől való elkülönítésére szolgáló módszer. A bekezdés első sora beljebb kezdődik, illetve üres sorokkal választjuk el a többi szövegtől.
- Lap

Egy lapon megjelenítendő szöveg mennyiségét a margók szélessége, illetve a sorok száma határozza meg. 
- Fejezet

Egyéb elnevezése szakasz vagy szekció. A szöveg önálló formátumú nagyobb része, mely a tartalmi vagy formai tagolást szolgálja.
- Blokk

A szövegszerkesztők egyik speciális szövegegysége, amelyet a felhasználó jelöl ki abból a célból, hogy annak minden karakterén egyszerre ugyanazt a szerkesztési műveletet elvégezze. 
Ezért nem állandó szövegegység. Terjedelme egyetlen karaktertől az egész dokumentumig terjedhet. 
- Élőfej

Olyan szövegegység, amelyet a szövegszerkesztő minden nyomtatásra kerülő lap tetején (élőfej) vagy alján (lábléc) automatikusan elhelyez, az alsó vagy felső margón kívül. Többek között fejezetcímek vagy lapszámozás megjelenítésére alkalmas.
- Lábjegyzet

Egy-egy szó vagy fogalom magyarázatára szolgál, amit a szövegen kívül, a lap alján, vagy a fejezet, mű végén adunk meg. A szövegben jelzéssel, vagy sorszámmal utalunk a bővebb magyarázatra.

### Mozgás a szövegben
A képernyőn egy jel – a kurzor – mutatja, hogy a következő leütött billentyű írásjele hova kerül a majd képernyőn. A kurzor magyar elnevezése: helyőr. Alakja lehet függőleges vagy vízszintes szakasz, téglalap, négyzet. Általában villogással hívja fel magára a figyelmet. A kurzormozgató billentyűkkel lehetőség van a kívánt irányba egyesével léptetni vagy folyamatosan mozgatni. Megfelelő billentyűkombinációval lehet szavanként balra vagy jobbra ugratni. Továbbá lehetőség van egy sor, illetve az egész dokumentum elejére, végére ugrani is. A tabulátor billentyű alapesetben a kurzort 8 karakterrel viszi jobbra, de ez módosítható.
A lapozó billentyűk hatásra egy képernyőnyi szöveget ugrik a kurzor.

### Módosítás, javítás
Kétféle technikával, beszúró és felülíró módon történhet a változások begépelése.

### Törlés
- A „Backspace” billentyűvel a kurzortól balra eső karaktert törölhetjük, ekkor az egész szöveg a kurzorral együtt egy karakterrel balra tolódik.
- A „Delete” billentyűvel azt a karaktert törölhetjük amelyen a kurzor áll, ekkor az egész szöveg a egy karakterrel balra tolódik, a kurzor helyben marad.
- A szóköz karakternek számít, ezért törölhető.

### Az „Enter” billentyű használata
A bekezdés végét jelöljük vele. Alkalmas még üres sorok készítésére, illetve a bekezdés bármely sorát kettéválaszthatjuk segítségével.

### Írásjelek, különleges karakterek
Az írásjeleket általában a tőlük balra eső szöveghez csatoljuk, utánuk mindig szóközt teszünk. A zárójelek és idézőjelek szorosan körülveszik a bennük lévő szöveget, ezért szóközt csak a nyitó jel előtt és a bezáró jel után tehetünk. A gondolatjellel a mondatban tett közbevetést választjuk el mondat többi részétől. A gondolatjel előtt és után mindig szóközt teszünk. Az ikerszavak a kötőjellel szorosan összekapcsolódnak, például „kívül-belül”. Olyan összetett szavak felsorolásánál, amelyeknél asz elő vagy utótag azonos, az elhagyott tagot kötőjellel pótoljuk. A kötőjelet összeírjuk a hozzátartozó szóval, és a szóközt úgy alkalmazzuk, mintha az elhagyott elő- vagy utótagot kiírtuk volna: gép- és gyorsíró, bortermelő- és értékesítő szövetkezet.

## Műveletek szövegegységekkel

### Blokkműveletek
- Kijelölés
- Törlés
- Másolás
- Áthelyezés

## Formázás
Dokumentumszerkesztő program használata esetén formázhatjuk a szöveget.

### Karakter formázása
A karakterek méretét, alakját, jellegét és a sorban lévő többi betűhöz viszonyított helyét formázással lehet meghatározni. Fontnak nevezzük a betűk méretét, alakját, vastagságát, azaz megjelenésének leírását. A betűk méretét tipográfiai pontban határozzuk meg. Egy inch (25,4 mm) 72 ponttal egyenlő. Ennek megfelelően egy pont 0,376 mm. A betűk alakját a font típusa írja le. A nyomtatók egyrészt saját fontkészletekkel rendelkeznek, mellyel karakteres üzemmódban tudnak nyomtatni. Ezeket raszterfontoknak nevezzük. Másrészt grafikus üzemmódban tetszőleges fontkészlettel tudnak nyomtatni. Ekkor az egyes betűk alakjának geometriai információit tároljuk. Ez vektorfontnak nevezzük. A TrueType fontok is ilyenek.
Egy adott fontnak különböző változatai vannak: dőlt (kurzív), vastag (félkövér), aláhúzott, duplán aláhúzott, áthúzott, kiskapitális, kapitális, felső index, alsó index. A változatok kombinálhatók.

### Bekezdés formázása
Bekezdés minden olyan szövegegység, amit Enter-rel zárunk le. A következő jellemzői vannak:

#### Behúzás
Meghatározza, hogy a margókhoz mérten a szöveg mennyivel kezdődjön beljebb balról, illetve mennyivel legyen beljebb jobbról. Az első sorhoz külön érték adható meg a bal oldali behúzáshoz.

#### Szöveg igazítása
Meghatározza a margók és a köztük elhelyezkedő szöveg illesztésének a viszonyát. Lehet a bal vagy a jobb margóhoz, középre illeszteni a bekezdést. Ha egyszerre mindkét margóhoz széthúzzuk a szöveget, akkor sorkizárásról beszélünk.

#### Térköz
A bekezdés előtt és után előírt üres helyet jelenti. A sorok alapvonala közötti távolságot az előző bekezdés utáni távolság, az aktuális bekezdés előtti távolság, és az aktuális sortávolság összege adja.

#### Sorköz
Két egymást követő sor alapvonala közötti távolságot adja meg. Legtöbbször automatikus értéket használunk, ami például a betűméret másfélszerese vagy kétszerese.

#### Tördelés
fogalma: a hasábokba szedett szedésnek oldalakká való alakítása.
A tördelési eljárás segítségével lehet az oldalakon a szöveget, címeket, képeket és egyéb illusztrációkat, dekorációs elemeket végleges formába rendezni. A tördelés során a különböző cikkeket úgy kell elrendezni az oldalon, hogy az egyes cikkek jól elkülönüljenek egymástól és az illusztrációkkal, képekkel kiegészítve az elkészült oldal egységes benyomást keltsen az olvasóban.
A tördelés lényegében a nyomdai előkészítés „segédmunkája”.
A tördelés a nyomdai előkészítői tevékenység egy fázisa, általában nem igényel nagy szaktudást, aki már szerkesztett egy dokumentumot, az már lényegében véve tördelte a szöveget.
Mesterpéldány és tördelési útmutató segítségével lehet a munkát elvégezni.
Az útmutató tartalmazza, hogy melyik fejezethez melyik szöveg, grafika, és kép társul. Általában mappákba helyezik el az útmutatásban szereplő anyagokat.
- A könyv írója, a főszerkesztő elmondja, hogy melyik oldalon mi legyen. 
- A szövegeket az aktuális fejezet írója írja, és korrektúrázza.
- A fényképeket a fényképészek adják át a grafikusnak, aki kiretusálja és beállítja őket, ezt követően megküldi a tördelőnek, aki beilleszti azokat egy-egy „dobozba”. A szöveget is beilleszti, azokat szövegdobozba illeszti be.

## Tabulálás
A tabulálás műveletével pontosan egymás alá írhatunk szövegrészeket, szavakat, számokat.
A szöveg vízszintes irányú pozicionálását tabulátor karakterekkel és tabulátor ütközőkkel valósítjuk meg:
- Ha a tabulátor ütközőket előre beállítottuk egy táblázat gépeléséhez, akkor az oszlopok között a Tab billentyűvel lépkedhetünk
- A tabulátor ütközőkhöz utólag is illeszthetjük a szöveget úgy, hogy kurzorral a szöveg első karakterére állunk, majd a Tab billentyűvel a megfelelő ütközőhöz visszük.
- A nem kívánt vagy rossz helyre történt tabulálások a szövegben lévő tabulátor karakterek törlésével javíthatók.
- Ha megváltoztatjuk a tabulátor ütközők helyzetét akkor a tabulált szöveg vízszintes irányban változik, mert a szövegbe írt tabulátor karakterek követik az ütközőket. Ezáltal utólag változásokat eszközölhetünk.

A leggyakrabban használt tabulátortípusok: 
- Balra ütköztető tabulátor Az ütközőtől jobbra helyezi el a szöveget, tehát az egymás alá tabulált szöveg oszlopának bal széle egy vonalban áll.
- Jobbra ütköztető tabulátor A szöveget a tabulátor ütközőtől balra helyezi el, vagyis jobbra ütközteti.
- Középre ütköztető tabulátor A szöveget a tabulátor ütközőtől balra és jobbra szimmetrikusan helyezi el, tehát a szöveg közepe illeszkedik az ütközőhöz.
- Tizedesjel-tabulátor A számok tizedesjelét illeszti az ütköző pozíciójába, a szám egész jegyei ettől jobbra, tizedesjegyei balra helyezkednek el.
- Függőleges tabulátor Az ütköző pozíciójába a program egy függőleges vonalat húz a sor teljes magasságában. Ez táblázat készítésénél hasznos.

A tabulálással átugrott helyet a program üresen hagyja, vagy pont, kötőjel, aláhúzás formájú feltöltő karakterekkel töltheti fel. Ezek alkalmazása például tartalomjegyzék, árlista készítésénél lehet hasznos.

## Stíluslapok
A stílus formázási jellemzők gyűjteménye. Stílusok alkalmazásával gyorsan megváltoztathatjuk a dokumentumban lévő szöveg, táblázatok és listák megjelenését. Stílus használatakor egy lépésben több formázási beállítást alkalmazunk.
Ha például a címet 16 pontos Arial betűtípusúra és középre zártra szeretnénk formázni, ezt a három lépést egyetlen lépéssel, a Cím stílus alkalmazásával helyettesíthetjük.
A létrehozható és alkalmazható stílusok típusai a következők:
- A bekezdésstílus a bekezdés megjelenésének jellemzőit határozza meg (például a szöveg igazítását, a tabulátorokat, a sortávolságot és a szegélyeket), illetve a karakterformázást is befolyásolhatja.
- A karakterstílus a bekezdésen belüli kijelölt szövegre van hatással (például betűtípus, betűméret, félkövér és dőlt formázások).
- A táblázatstílus a táblázat szegélyeit, árnyékolását, igazítási beállításait és betűtípusait határozza meg.
- A listastílus a listák igazítását, számozását vagy listajeleit, valamint betűtípusát egységesíti.

A stílusokat a Stílusok és formázás munkaablakban hozhatjuk létre, jeleníthetjük meg és alkalmazhatjuk újra. A közvetlenül alkalmazott formázást is ebben a munkaablakban tárolja a program.